# Helka Riionheimo
Helka Riionheimo (geb. 1967 in Kajaani, Finnland) ist eine Linguistin und Hochschullehrerin an der Universität Ostfinnland.

## Leben und Wirken
Helka Riionheimo studierte an der Universität Joensuu (heute Universität Ostfinnland), wo sie 2007 mit einer Dissertation über die Finnen in Ingermanland promoviert wurde. Zu Riionheimos Forschungsthemen gehören neben dem Finnischen auch andere ostseefinnische Sprachen, darunter besonders Karelisch, das in Finnland nur in Joensuu gelehrt wird. Riionheimo war an der Gestaltung des Studienprogramms für Karelische Sprache und Kultur maßgeblich beteiligt.
Von 2012 bis 2017 war sie Universitätslektorin für Finnische Sprache an der Universität Ostfinnland. Seit 2018 ist sie dort Professorin für Finnische Sprache.

## Veröffentlichungen (Auswahl)
- Ilkka Savijärvi, Marjatta Palander, Helka Riionheimo, Krista Kivisalu: Inkeriläiskertomuksia. Joensuun yliopisto, Joensuu 1994, ISBN 951-708-250-9 (finnisch).
- Helka Riionheimo: Muutoksen monet juuret. Oman ja vieraan risteytyminen Viron inkerinsuomalaisten imperfektinmuodostuksessa. Suomalaisen Kirjallisuuden Seura, Helsinki 2007, ISBN 978-951-746-884-8 (finnisch).
- Marjatta Palander, Helka Riionheimo, Vesa Koivisto (Hrsg.): On the Border of Language and Dialect. Suomalaisen Kirjallisuuden Seura, Helsinki 2018, ISBN 978-952-222-916-8 (englisch).
- Marjatta Palander, Ossi Kokko, Helka Riionheimo (Hrsg.): Agricolasta Inkeriin. Juhlakirja Ilkka Savijärven 60-vuotispäiväksi. Joensuun yliopisto, Joensuu 2001, ISBN 951-708-989-9 (finnisch).
- Leena Kolehmainen, Helka Riionheimo (Hrsg.): Ääniä idästä. Näkökulmia Itä-Suomen monikielisyyteen. Suomalaisen Kirjallisuuden Seura, Helsinki 2020, ISBN 978-951-858-206-2 (finnisch).